# Ourthe Occidentale
Ourthe Occidentale är ett vattendrag i Belgien.   Det ligger i provinsen Luxemburg och regionen Vallonien, i den sydöstra delen av landet, 120 km sydost om huvudstaden Bryssel.
I omgivningarna runt Ourthe Occidentale växer i huvudsak blandskog. Runt Ourthe Occidentale är det ganska glesbefolkat, med 27 invånare per kvadratkilometer.